# Челленджер: Последний полёт
«Челленджер: Последний полёт» (англ. Challenger: The Final Flight) — документальный мини-сериал, созданный Гленом Зиппером, Стивеном Лекартом и Дэниелом Янги, о катастрофе шаттла «Челленджер», вышедший 16 сентября 2020 года на стриминговом сервисе «Netflix».

## Содержание
Сериал совмещает хронику того времени и множество интервью — с астронавтами, родственниками погибших членов экипажа, сотрудниками НАСА. Особое внимание уделено школьной учительнице Кристе Маколифф, погибшей во время катастрофы.

## Создание сериала
Идея сериала принадлежала Глену Зипперу, который предложил её Стивену Лекарту. Лекарт в детстве видел запуск «Челленджера» по телевизору, и для него эта катастрофа означала гибель мечты. Для авторов сериала история «Челленджера» — это история о «системной дисфункции и бюрократических организациях». Они хотели впервые показать события с точки зрения астронавтов и их семей.

## Критика
Б. Лоури (CNN) пишет о том, что авторы прошли по сложному пути, прославляя погибшую команду и показывая причины, которые привели к катастрофе. Д. Д’Аддарио («Variety») считает, что авторы хотели только почтить память погибших и выполнили свою цель. Н. Аллен (RogerEbert.com) называет сериал информативным («из него легче понять, что происходило, чем из статьи в Википедии»), но не вдохновляющим. Дж. Чейни («Vulture») считает, что сериал не открывает новой информации, но проясняет событие и делает его более ярким. Д. Финберг («Hollywood Reporter») отмечает, что сериал помещает катастрофу во впечатляющий контекст. Д. Ропер («Chicago Sun-Times») называет сериал «самой полной и самой очеловеченной версией события».